# Lawrence Bayne
Lawrence Bayne (* 11. November 1960 in Toronto, Ontario; manchmal auch Lawrence Bain) ist ein kanadischer Schauspieler und Sänger.

## Leben
Lawrence Bayne lebt in Toronto. Als Kind wohnte Bayne mit seiner Mutter über einem Kino und war fasziniert vom Film A Hard Day’s Night über die Beatles. Mit neun Jahren sprang er als Marleys Geist in Charles Dickens’ A Christmas Carol ein. Eine Zeit lang besuchte er die University of Toronto und spielte dort in Joe Ortons Stück Loot, in Oscar Wildes Salome und Shakespeares Macbeth. Von Kindesbeinen an sang er. Er ist Sänger der Band CONTROL FREAKS.
Bayne hat circa zu einem Achtel indianische Vorfahren vom Stamm der Cree. Dadurch bekam er von Storm Thorgerson eine Rolle im Musikvideo Learning To Fly, wofür ein indianischer Typ gesucht wurde. Als Schauspieler ist Bayne in Fernsehserien und in Nebenrollen in Filmen oft als Bösewicht zu sehen. Seine Synchronstimme leiht er auch Werbespots. Bei einem Einpersonenstück und zwei Musikvideos führte er Regie.
Seine Filmografie umfasst unter anderem Black Robe – Am Fluß der Irokesen (1991) von Regisseur Bruce Beresford über die Missionierung der kanadischen Ureinwohner, worin Bayne einen Indianer darstellte, den Actionthriller Killing Moon (2000) mit Daniel Baldwin über ein Virus an Bord eines Flugzeugs, das durch Baynes Charakter eingeschleppt wurde und das Fernsehdrama Dirty Pictures (2000) mit James Woods. In der dritten und vierten Staffel der dramatischen Serie Nikita versuchte er als Agent Davenport die Position von Michael, dargestellt von Roy Dupuis, zu ersetzen.
1999 heiratete Bayne die Setdesignerin Melissa Olson, die Ehe wurde aber wieder geschieden.

## Filmografie (Auswahl)
- 1991: Black Robe – Am Fluß der Irokesen (Black Robe)
- 1994: Highlander (Zeichentrickserie, Synchronstimme)
- 1993: X-Men (8 Folgen)
- 1996: Lederstrumpf – Der Indianer-Scout (The Pathfinder, Fernsehfilm)
- 1997, 1999: PSI Factor – Es geschieht jeden Tag (PSI Factor – Chronicles of the Paranormal, Fernsehserie, 2 Folgen)
- 1998: Bram Stoker: Dark World (Shadow Builder)
- 1998–2000: Mythic Warriors: Guardians of the Legend (8 Folgen)
- 1999, 2000: Nikita (La Femme Nikita, Fernsehserie, 10 Folgen)
- 1999–2001: The Famous Jett Jackson (8 Folgen)
- 2000: Killing Moon
- 2000: Dirty Pictures
- 2001: Relic Hunter – Die Schatzjägerin (Relic Hunter, Fernsehserie, 1 Folge)
- 2002–2006: Strange Days at Blake Holsey High (30 Folgen)
- 2005: Die Eroberer der Neuen Welt (Ice Age Columbus: Who were the first Americans)
- 2010: The Bridge (Fernsehserie, 1 Folge)
- 2012: Republic of Doyle – Einsatz für zwei (Republic of Doyle, Fernsehserie, 1 Folge)
- 2015: Murdoch Mysteries (Fernsehserie, 1 Folge)
- 2016: Rogue (Fernsehserie, 1 Folge)
- 2017: Cardinal (Fernsehserie, 3 Folgen)